# خوردگی میل‌گرد در بتن مسلح

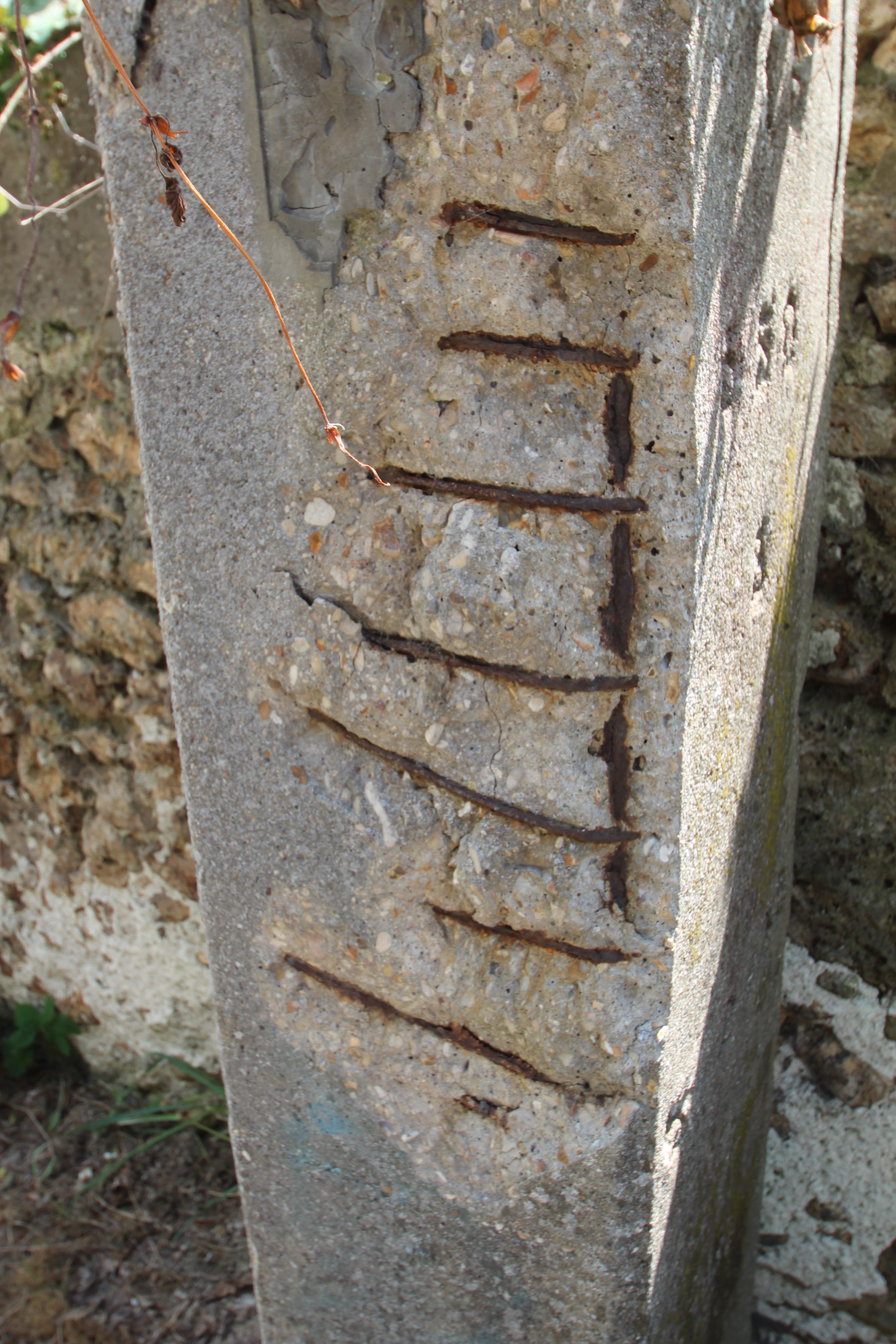
خوردگی میل‌گرد در یک عضو بتنی تحت اثر واکنش کربناسیون

خوردگی میل‌گرد در بتن مسلح یکی از دلایل اصلی خرابی سازه‌های بتن مسلح و شایع‌ترین نوع خرابی بتن در سواحل است. حجم فولاد تسلیح تحت اثر خوردگی افزایش می‌یابد و در نتیجه فشار داخلی در جسم بتن ایجاد می‌کند. بتن که عموماً دارای مقاومت کششی ضعیف است؛ تحت اثر این فشار داخلی دچار ترک‌خوردگی می‌شود.

## شرایط خوردگی
به دلیل خاصیت قلیایی محیط بتن، لایه میکروسکوپی اکسید بر سطح میل‌گرد ایجاد می‌شود که در محیط قلیایی بتن پایدار است و از فولاد در مقابل خوردگی محفاظت می‌نماید. در شرایط شیمیایی مهاجم از قبیل واکنش کربناته‌شدن و یا حضور یون کلرید، پی‌اچ محیط کاهش و اختلاف پتانسیل الکتریکی افزایش می‌یابد. در این شرایط فولاد آماده واکنش است و در حضور اکسیژن و رطوبت، خوردگی آغاز می‌شود.